# Lamberto Loria
Lamberto Loria (Alessandria d'Egitto, 12 febbraio 1855 – Roma, 4 aprile 1913) è stato un etnografo, naturalista ed esploratore italiano.

## Biografia
Nato ad Alessandria d'Egitto da una famiglia ebrea, dopo la morte della madre Clara, rientrò col padre Marco in Italia, stabilendosi a Pisa. Qui frequentò le scuole superiori e l'università, laureandosi nel 1881 in matematica. Si avvicinò quindi alla Società italiana di Antropologia ed Etnologia fondata a Firenze da Paolo Mantegazza (1870), appassionandosi agli studi etno-antropologici. 
Nel 1883 Loria visitò la Svezia, la Norvegia, la Finlandia e la Russia, giungendo fino al Turkestan, luoghi dai quali riportò numerosi oggetti di interesse etnografico. Nel 1885 conobbe Giacomo Doria, primo direttore del Museo Civico di Genova, a cui promise di inviare le collezioni zoologiche che intendeva raccogliere nei suoi viaggi successivi, in Nuova Guinea; Loria mantenne la disinteressata promessa, inviando negli anni seguenti a Genova ben 23 casse di insetti, uccelli e piccoli mammiferi. La reciproca amicizia e la stima professionale che da allora si instaurò tra i due studiosi è testimoniata dalla loro ricca corrispondenza. Nel 1886 Loria partì per la Nuova Guinea assieme ad Elio Modigliani, ma per ragioni di salute si limitò ad un breve soggiorno in India. Visitò quindi l'Alto Egitto risalendo il Nilo fino alla prima cataratta.
Non smise tuttavia di rivolgere i propri interessi scientifici ed etnografici verso la Nuova Guinea, già in parte esplorata tra il 1865 e il 1886 da Luigi Maria d'Albertis e Odoardo Beccari.

### I viaggi in Nuova Guinea

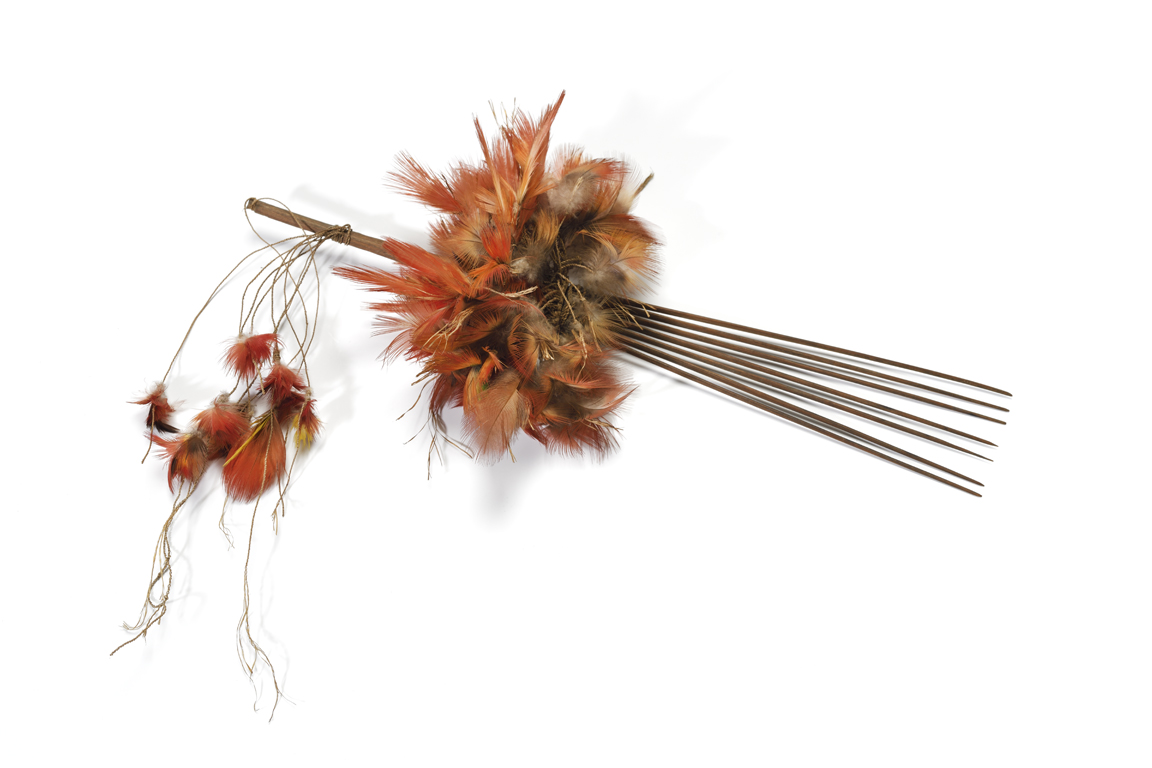
Pettine di legno, Distretto di Rigo, Nuova Guinea. Museo Civico di Modena

Loria ripartì dunque alla fine del 1888, e dopo un lento viaggio con numerose soste in India, Malesia e Java, percorse infine la costa sud-est della Nuova Guinea britannica, visitò l’Arcipelago d’Entrecasteaux, le isole Trobriand e Woodlark. Rimase in Papuasia (come all’epoca gli Italiani chiamavano la Nuova Guinea) fino all’ottobre del 1890. Tornato in patria per commemorare la morte dell’amata sorella Corinna, avvenuta durante la sua assenza, ripartì però ben presto per la Nuova Guinea, regione che esplorò intensamente e in cui visse dalla primavera del 1891 fino al 1897. Nel corso di questa seconda permanenza nell’isola oceanica, Loria visitò Thursday Island, Cooktown, Port Moresby, Kapa-Kapa, risalì il corso del fiume Hunter fino alla baia dell’Astrolabio, si recò sull’isola di Yule, a Cape Rodney, Bautama, Milne Bay, l’isola Jurien, Farm Bay e in molte altre località. Nel 1893 soggiornò anche per alcuni mesi in Australia per essere operato per edemi alle gambe, e nel 1896, prima di tornare in Italia, visitò Cairns, Rockhampton e la miniera di Mount Morgan.
Memorie, appunti etnografici, note di campo e pensieri personali di questo secondo viaggio sono raccolti in 19 quaderni (del primo viaggio rimane invece un solo quaderno superstite), scritti da Loria con una prosa schietta e veloce, priva di fronzoli ma molto genuina e precisa, talvolta molto schematica; ciò mostra chiaramente che questi quaderni fossero uno strumento di lavoro, dal carattere privato, e non una serie di diari di viaggio scritti già con l’intenzione di essere pubblicati, come spesso accadeva ai viaggiatori ed etnografi di quegli anni. Anche nel caso di testi appositamente scritti per la pubblicazione, l’approccio di Loria alla materia si dimostrò moderno e controcorrente rispetto ai gusti del tempo. Ne dà testimonianza quanto scritto dallo stesso Loria quando, al ritorno dalla Nuova Guinea, l’amico Doria (allora presidente della Società Geografica Italiana) gli chiese di stendere un resoconto delle sue avventure papuane. Loria accettò seppure a una condizione:
Nei suoi quaderni di appunti Loria racconta in primis dei costumi e delle usanze degli indigeni che incontra nei tanti villaggi visitati: Bono, Hughibagu, Siro Iarumi, Boreani, Hoggheri, Vadiri, Gaile, Tupussuleia, Delele, Mailu, Maupa, Irupara e molti altri.
L’interesse etnologico di Loria emerge soprattutto nelle ampie descrizioni delle credenze indigene, dei metodi di caccia e pesca, delle religioni e dei rituali. Altri argomenti da lui trattati sono l’alimentazione, la medicina, il cannibalismo, la guerra, gli usi funebri, i giochi dei bambini, il matrimonio, l’agricoltura. Tra i gruppi indigeni che Loria ebbe modo di studiare più approfonditamente si ricordano i Maghibiri e gli abitanti di Maupa, di Bula’a, di Innawi e di Logea.
Loria descrive anche i propri compagni di viaggio, i missionari e i governatori che incontra, ricopia alcune sue lettere, racconta le difficoltà del viaggio e gli incidenti di percorso, la fatica di costruire dei rifugi e di procacciarsi il cibo, la gioia e l’entusiasmo nel raccogliere nuovi campioni naturali (soprattutto insetti e uccelli), la tristezza per alcune disavventure personali e anche casi di cronaca. Racconta anche di invidie tra collezionisti e dell’indolenza di molti occidentali in ruoli istituzionali, con i quali ha alcuni screzi, e non risparmiando aspre critiche anche nei confronti dei missionari. 
Oltre alla letteratura etnografica, i suoi viaggi in Nuova Guinea sono documentati anche da numerose fotografie di persone intente nelle occupazioni quotidiane e di abitazioni scattate nei villaggi indigeni visitati: come già altri etnologi e antropologi del XIX secolo, anche Loria era rimasto affascinato dalla tecnica fotografica, intuendone il grande valore come strumento rapido e oggettivo di rappresentazione di popoli e culture molto lontane da quella occidentale; la fotografia aveva oltretutto il merito di documentare un soggetto senza allontanarlo dal proprio contesto. Oltre alla documentazione fotografica, Loria riportò in Italia migliaia di oggetti di valore inestimabile, tra cui sia campioni naturalistici (insetti, animali e piante) che reperti etnoantropologici (manufatti e crani).

### La spedizione in Eritrea
Qualche anno dopo il suo ritorno dalla Nuova Guinea, a Loria fu data la possibilità di intraprendere una nuova esplorazione all’estero: tra 1905 e 1906 egli soggiornò infatti in Eritrea, a quel tempo posta sotto l’amministrazione coloniale italiana.
La missione eritrea fu promossa dall’Istituto di Studi Superiore di Firenze e finanziata dal Ministero della Pubblica Istruzione; insieme a Loria, cui spettava lo studio etnologico, viaggiarono l'antropologo fisico Aldobrandino Mochi, allievo di Mantegazza, e i geografi e geologi Giotto Dainelli e Olinto Marinelli. Il ritratto di Loria che emerge anche dai diari di questi suoi illustri compagni di viaggio è quello di uno studioso estremamente attivo, preciso e infaticabile. Loria non sta mai fermo: se non è impegnato a raccogliere o fotografare campioni e oggetti, allora sta insegnando i rudimenti della fotografia al proprio inserviente, o ha “ancora e sempre da impacchettar roba”. 
La collezione etnologica eritrea crebbe velocemente e copiosamente, grazie a scambi, acquisti e contrattazioni (ma anche raggiri e talvolta perfino profanazioni di sepolcri), fino a che i quattro esploratori dovettero chiedere un magazzino in affitto: al ritorno in Italia i manufatti raccolti e donati al Museo di Antropologia e di Etnologia di Firenze furono ben 1300.

### Le ricerche in Italia e il Museo di Etnografia Italiana
Nell'ultima fase della sua vita, stabilitosi in Italia e conclusa la sua attività di esploratore (ad eccezione della breve parentesi eritrea del 1905-1906), Loria si dedicò all'etnografia italiana e collaborò con l'antropologo fisico Aldobrandino Mochi, allievo di Mantegazza, alla raccolta di oggetti dei popoli italiani. Entrambi condividevano una visione teorica evoluzionista, che considerava le classi subalterne e meno acculturate delle società "civili", per i loro modi di vita e la loro cultura, “non ancora profondamente modificate dalla civiltà moderna”, dunque più simili alle comunità primitive che a quelle moderne. L’Italia come campo di ricerca etnologica era del resto un territorio ancora quasi del tutto inesplorato e a Loria parve subito chiaro quanto interessante potesse rivelarsi questo studio, soprattutto perché egli aveva l’opportunità di applicare “in casa” le metodologie di ricerca già maturate in gioventù nel corso dei suoi viaggi in paesi remoti:
Nel 1905 l’interesse comune di Loria e Mochi per l’etnologia italiana si espresse nella forma di una prima, ambiziosa, idea: la costituzione a Firenze del primo museo dedicato alla rappresentazione di usi e costumi popolari italiani, al fine di promuovere un approccio nuovo allo studio del folklore italiano, meno dilettantistico e più rigoroso sia sul piano teorico che pratico. Loria era interessato in particolare a raccogliere manufatti e costumi dell’Italia rurale, poiché temeva che la progressiva industrializzazione e urbanizzazione potessero portare in breve tempo alla scomparsa della cultura agro-pastorale in molte regioni italiane. Oltretutto la ricerca sugli usi e costumi popolari aveva secondo Loria il grande merito civile di rafforzare il senso d’appartenenza nazionale e l’amor di patria, contribuendo a far conoscere gli Italiani agli Italiani, uniti sotto la medesima bandiera ma ancora quasi estranei gli uni agli altri.
L’etnografia italiana poteva porsi al servizio anche di altri nobili fini di carattere sociale: secondo Loria i suoi studi avrebbero potuto gettare luce sulla povertà degli Italiani, per contrastarla, e avrebbero permesso ai governanti di conoscere l’indole e i desideri reali del popolo più misero, che raramente era interpellato o ascoltato.
La realizzazione di tale progetto non fu certo semplice, poiché richiedeva non solo grandi sforzi di ricerca e raccolta di oggetti etnografici, ma soprattutto ingenti finanziamenti e la ricerca di locali adatti ad ospitare le collezioni. L’iniziale e idealistico progetto dovette però essere presto ridimensionato: Loria non trovò chi finanziasse la costruzione ex novo del grandioso edificio museale così come egli se l’era immaginato, e i cui costi sarebbero arrivati ben oltre le 200 000 lire. Ciononostante, Loria e Mochi non si persero d’animo e continuarono a promuovere negli ambienti scientifici e accademici il loro progetto, che infine vide la luce nel novembre del 1906 grazie al mecenatismo del conte Giovanni Angelo Bastogi. Loria era riuscito a raccogliere già un primo nucleo di 2000 oggetti, e la scelta del luogo ricadde infine su un locale in via S. Jacopo a Firenze. Si trattava tuttavia di una soluzione provvisoria, ben lontana dal luminoso palazzo che Loria aveva immaginato fino a solo un anno prima: la sede di via S. Jacopo corrispondeva infatti ad una casa-torre medievale, “una oscura casa”, stretta tra altri fabbricati simili in una via molto angusta, alle spalle dei quartieri popolari di S. Spirito e S. Frediano. 
Nei mesi successivi il Museo di Etnografia Italiana di Firenze si arricchì gradualmente di nuove collezioni, grazie alla collaborazione di illustri studiosi: oltre al codirettore Aldobrandino Mochi, tra i collaboratori di Loria si ricordano Alessandro D'Ancona, Francesco Baldasseroni, Angelo De Gubernatis, Paolo Mantegazza e Giuseppe Pitré. La nascita del Museo fu salutata in diverse occasioni, a partire dall’annuncio di Mantegazza sulle pagine del Marzocco, il 2 dicembre 1906, e nel corso di successivi eventi e adunanze delle società scientifiche di cui Loria e collaboratori erano membri. Non tutte le regioni italiane erano però ancora rappresentate nelle collezioni del Museo e, dopo alterne vicissitudini, tra cui il deteriorarsi del rapporto tra Loria e Mochi e talvolta qualche rimprovero di Loria anche nei confronti del finanziatore Bastogi, il Museo fu trasferito in una sede più ampia, in un villino di via Colletta, che potesse meglio ospitare gli ormai 5000 oggetti presenti nelle sue raccolte. 
L’opera di promozione di Loria, tra partecipazioni a congressi e divulgazione negli ambienti accademici, permise al Museo di raggiungere il riconoscimento anche a livello istituzionale: agli inizi del 1908 il deputato Giovanni Rosadi “ha voluto visitare il Museo e ne è rimasto entusiasta”, riempiendo di lusinghe Loria e Bastogi; un mese più tardi Loria accompagnò nelle sale del Museo anche Ferdinando Martini, Ministro della Pubblica Istruzione e vice presidente del Comitato per l'Esposizione Internazionale, nonché ex-Governatore dell'Eritrea negli anni della missione di Loria in quella colonia. Martini si mostrò sbalordito di quanto Loria avesse arricchito le collezioni del Museo in così poco tempo, e gli propose un incarico di primo piano all'interno delle imminenti celebrazioni per i primi cinquant'anni dell'Unità d'Italia.

### La Mostra di Etnografia Italiana
Nel 1911, in occasione delle celebrazioni del cinquantenario dell'Unità d'Italia, si decise di organizzare a Roma una Mostra di Etnografia Italiana, allo scopo di offrire ai visitatori un'immagine "autentica" della vita dei ceti popolari. A tal fine Martini propose a Loria di occuparsi dell’organizzazione dell'esposizione, trasferendo a Roma tutte le raccolte del Museo fiorentino, con la promessa che al termine della mostra le collezioni avrebbero costituito il nucleo fondativo di un nuovo Museo Nazionale di Etnografia Italiana posto sotto la tutela dello Stato. Per il Museo di Loria si prospettava dunque una sistemazione definitiva.
Era però opportuno incrementare le collezioni in vista della mostra: spinto da grande entusiasmo e da un dinamismo quasi febbrile, tra il 1908 e il 1911 Loria coordinò una serie di ricerche locali nelle varie regioni italiane per acquisire e catalogare nuovi manufatti della cultura rurale. A queste indagini sistematiche parteciparono non solo esponenti del mondo scientifico-accademico, ma anche personaggi locali, come insegnanti, medici e sacerdoti: servendosi dell’aiuto di così tanti collaboratori, sparsi nelle diverse province d'Italia e dunque con competenze e conoscenze territoriali approfondite, Loria riuscì a esporre nel 1911 oltre 30 000 oggetti etnografici. 
Tuttavia spesso i materiali raccolti dai collaboratori di Loria, per lo più costumi regionali, non erano in realtà altro se non riproduzioni create a partire dall’osservazione e da una manipolazione abbastanza spregiudicata degli originali. I costumi autentici infatti spesso non esistevano più e ciò che i collaboratori trovarono nel corso delle ricerche furono vecchi costumi, rattoppati, sporchi, con parti mancanti. Si procedette dunque alla confezione di nuovi costumi sul modello degli originali, secondo un ideale estetico che però era estraneo al contesto d’uso. Ciò che si produsse in questi casi fu quindi un’illusione di autenticità a fini espositivi.
L'Esposizione di Etnografia Italiana si collocava per Loria in un più ampio programma, il cui scopo era conferire uno statuto scientifico all’etnografia italiana, arricchire gli studi sul folklore attraverso la ricerca sulla vita materiale e tramite indagini locali, e infine promuovere il confronto interdisciplinare. In particolare, uno strumento imprescindibile nel disegno di Loria dovevano essere le indagini a tappeto, da condurre con criteri scientifici e rigorosi, sia nel tempo che nello spazio, per registrare la diversità delle usanze e dei costumi italiani, delle pratiche tradizionali, e delle varie espressioni di ritualità magico-religiosa.
Fu sempre all’interno di questo ambizioso progetto che 1910 Loria fondò la Società di Etnografia Italiana, che celebrò il suo primo Congresso Nazionale sempre nel 1911 a Roma. Quest’ultimo fu animato da interventi caratterizzati da una forte apertura verso le correnti internazionali in materia di etnografia, e in particolare verso quelle che si stavano affermando in quegli anni in Francia e Gran Bretagna.
Nell’anno seguente Loria avviò invece la pubblicazione di Lares, il Bollettino della Società di Etnografia Italiana, tra i cui autori compaiono studiosi come Raffaele Pettazzoni, Luigi Salvatorelli e Francesco Novati, che offrirono un punto di vista laico allo studio delle religioni e con un approccio comparativo.
Loria non riuscì tuttavia a vedere realizzato il progetto di un Museo di Etnografia Italiana di proprietà statale: morì infatti improvvisamente nella sua casa a Roma il 4 aprile 1913. La sua scomparsa e le due guerre mondiali ritardarono la realizzazione del Museo, anche per la difficoltà di trovare una sede adeguata per le raccolte, che infine vennero trasferite nel 1956 nel palazzo delle Tradizioni popolari dell'Eur, andando a costituire il nucleo principale di quello che oggi è il Museo di Arti e Tradizioni popolari.

## L’eredità di Lamberto Loria
Mentre le sue ricchissime collezioni naturalistiche ed etnografiche confluirono nei più grandi musei italiani (il Museo Civico di Genova, il Museo Pigorini di Roma, il Museo di Antropologia e di Etnologia di Firenze e il Museo civico di Modena), egli pubblicò pochissimi scritti e la maggior parte dei suoi diari e quaderni di appunti sulla Nuova Guinea, sebbene oggetto di ricerca e studi, rimane ancora inedita. 
Diverse specie di animali onorano il nome di Lamberto Loria: ad esempio una specie di rana (Oreophryne loriae), un geco (Cyrtodactylus loriae), uno scinco (Sphenomorphus loriae), un serpente (Toxicocalamus loriae), la paradisea di Loria (Cnemophilus loriae), il Topo arboricolo di Loria (Pogonomys loriae), due sottospecie di uccelli (Ptilorrhoa leucosticta loriae, Pitta erythrogaster loriae) ed altre.
Nonostante la sua intensa attività, per diversi decenni dopo la sua morte la figura di Loria fu ricordata solo marginalmente, se non addirittura rimossa, dalla storiografia etnologica ufficiale, e il suo nome scomparve dai principali manuali e opere monografiche su etnologia e demoantropologia. Fu in particolare la figura del Loria esploratore di terre lontane ad essere estromessa, mentre il Loria studioso del folklore italiano fu parzialmente ripreso. Tale esclusione può avere avuto motivazioni sia ideologiche e politiche, che metodologiche: a partire dagli anni Venti, infatti, la propaganda fascista attribuì al regime il merito esclusivo di aver dato slancio agli studi sul folklore popolare, derubricando gli studi di inizio secolo a semplici esperimenti; in seguito, il filone di studi antropologici che negli anni Cinquanta faceva capo a Ernesto de Martino affermò l’inadeguatezza dello studio della cultura popolare come scienza autonoma, trovandosi dunque in netto contrasto con l’approccio metodologico di Loria, che per questo rimase trascurato.
A partire dagli anni Settanta del Novecento nella letteratura specialistica si registrò invece un’inversione di tendenza. L’etnologia italiana si occupò nuovamente del proprio passato e attraverso il recupero della documentazione archivistica la figura di Loria fu infine debitamente riscoperta, riconoscendole in particolare il merito di aver gettato le basi per la creazione di una comunità scientifica intorno all’etnografia italiana.

### L’archivio fotografico
La fotografia fu uno strumento fondamentale per Loria, prima nel corso delle sue esplorazioni in località esotiche, e poi nel corso delle sue ricerche di etnografia italiana. In questo campo egli fu influenzato probabilmente anche dal fisiologo e poi etnologo Giulio Fano, membro della Società Fotografica Italiana (a cui anche Loria aderì nel 1898). In quegli anni l’approccio di Loria puramente positivista alla fotografia come mero calco della realtà, così come insegnava Lombroso, si incrinò definitivamente: seguendo invece il pensiero di Fano, Loria prese le distanze dalle classificazioni tipologiche che tendevano a estrarre e isolare il corpo dal contesto di vita e dagli oggetti a cui era connesso. In una Relazione del 1900, Loria suggerisce infatti di privilegiare le istantanee alle pose nel caso di esseri umani, e di aggiungere sempre indicazioni sul luogo, la data dello scatto e le misure del soggetto rappresentato. 
Il corpus fotografico di Loria si compone di circa 1500 lastre fotografiche, tra cui più di 100 ritratti antropometrici. La maggior parte di questo archivio è attualmente conservato presso il Museo Nazionale Preistorico Etnografico di Roma e presso la sezione Antropologia e Etnografia del Museo di Storia Naturale dell’Università di Firenze. 

### La collezione Loria al Museo civico di Modena
Nel 1893 il Museo civico di Modena acquistò per 2000 Lire un nucleo di 365 oggetti raccolti da Loria in Nuova Guinea e che egli aveva qualche anno prima donato al Museo Nazionale Preistorico Etnografico di Roma. Il Museo di Modena già da diversi anni intratteneva con il Museo romano, all’epoca diretto da Luigi Pigorini, rapporti di scambio e acquisto di reperti etnografici ed archeologici. L’acquisto dei manufatti papuani si protrasse per quasi tre anni: la trattativa ebbe infine esito positivo, grazie all’amicizia che legava Pigorini all’astronomo modenese Pietro Tacchini, che in quegli anni risiedeva a Roma per dirigere l’Osservatorio Astronomico del Collegio Romano e che vestiva con piacere i panni di “ambasciatore” per il Museo della propria città natale.
I 365 oggetti inviati a Modena non impoverirono affatto le collezioni del Museo Nazionale Preistorico Etnografico, poiché erano stati estrapolati da Pigorini stesso in quanto “doppi” di reperti già presenti nel Museo. 
A Modena, alla collezione Loria fu riservata la più ampia delle tre sale dedicate alle raccolte etnologiche. Le vetrine furono allestite in modo da rispecchiare l’itinerario di Loria lungo la costa orientale della Nuova Guinea: partendo dai villaggi del Distretto di Rigo, presso Port Moresby, fino a Kitawa nelle isole Trobriand. I reperti di questa raccolta riflettono inoltre la varietà delle attività svolte dagli abitanti della Nuova Guinea, dalla caccia alla pesca, dalla guerra ai rituali e alle danze.
L’allestimento fu curato dal direttore Arsenio Crespellani e i reperti furono esposti con il cartellino che riportava le descrizioni scritte da Loria in persona, e che inoltre trovano riscontro nelle pagine dei suoi diari di viaggio.

## Opere
- Lettera al prof. P. Mantegazza, in Arch. per l'antropologia e l'etnologia, XIV, 1884,  pp. 414-418.
- Dall'interno della Nuova Guinea. Lettera del dott. Lamberto Loria, in Boll. della Soc. geografica italiana, s. 3, IV, 1891,  pp. 905-911.
- I viaggi del dott. Lamberto Loria alla Nuova Guinea, in Boll. della Soc. geografica italiana, s. 3, X, 1897,  pp. 156-161.
- C. Rossetti (a cura di), Atti del Congresso coloniale italiano in Asmara,1905, II, Roma, 1906,  pp. 34, 52, 98, 104, 124, 132, 159.
- Sulla raccolta di materiali per la etnografia italiana, Firenze, 1906.
- Per la etnografia italiana. Del modo di promuovere gli studi di etnografia italiana, Roma, 1910.
- Atti del I Congresso di etnografia italiana, Roma-Perugia, 1911-1912,  pp. 17-20.
- Due parole di programma, in Lares, I, 1912,  pp. 9-24.
- L'Etnografia, strumento di politica interna e coloniale, in Lares, I, 1912,  pp. 73-79..
- L. Loria e A. Mochi, Museo di etnografia italiana in Firenze. Sulla raccolta di materiali per la etnografia italiana, Milano, Tipografia di U. Marucelli, 1906.